# سی‌آی‌ام‌سی
سی‌آی‌ام‌سی (انگلیسی: China International Marine Containers) شرکت ترابری چینی است، که در سال ۱۹۸۰ توسط یوان گنگ تأسیس شد.